# تلمبة شمارة يك عشايري (نغار بردسير)
تلمبة شمارة يك عشايري (بالفارسية: تلمبه شماره یک عشایری) هي مستوطنة تقع في إيران في كرمان.